# Kaserne Mont Royal
Die Kaserne Mont Royal in Traben-Trarbach (Rheinland-Pfalz) war eine Liegenschaft der Bundeswehr, in der das Amt für Wehrgeophysik, später das Amt für Geoinformationswesen der Bundeswehr untergebracht waren und dort ein Rechenzentrum in einem Bunker betrieben.

## Lage
Die Kaserne lag auf dem Mont Royal etwa eineinhalb Kilometer nördlich des Stadtzentrums. 500 Meter westlich der Liegenschaft ist der Flugplatz Traben-Trarbach/Mont Royal. Etwa vier Kilometer südlich befand sich, ebenfalls auf Traben-Trarbacher Gebiet, die Wildstein-Kaserne.

## Liegenschaft
Die über 13 Hektar große Kaserne Mont Royal umfasste zwei Bürogebäude, einen Bunker, eine Torwache, einen Hubschrauberlandeplatz und ein Antennenfeld.

### Schutzbau
Der Bunker mit fünf Ebenen („Sohlen“) und 5526 Quadratmetern Nutzfläche ist bis zu 25 Meter tief und hat eine Grundfläche von 50 mal 50 Metern.

## Geschichte
Das ältere Bürogebäude mit 1673 Quadratmetern Nutzfläche wurde 1933 errichtet, das neuere Bürogebäude mit 2686 Quadratmetern Nutzfläche im Jahr 1975. Im Zeitraum 1975 bis 1979 zog das Amt für Wehrgeophysik aus der Luftwaffenkaserne in Köln in die Kaserne. Zum 1. Oktober 2003 wurde das Amt für Wehrgeophysik in das Amt für Geoinformationswesen der Bundeswehr integriert. 2007 wurde die Schließung der Liegenschaft bekannt gegeben. Am 17. April 2013 erfolgte die Übergabe von der Bundeswehr an die Bundesanstalt für Immobilienaufgaben.
2013 kaufte der Niederländer Herman Johann Xennt, ehemaliger Eigentümer der Firma CyberBunker, das Gelände für 450.000 Euro. Im September 2019 wurde Xennt festgenommen, das Gelände von der Polizei durchsucht und beschlagnahmt. Von dort soll der Wall Street Market und andere Darknet-Webseiten betrieben worden sein.

## Dienststellen
Folgende Dienststellen waren in der Kaserne stationiert:
- Amt für Geoinformationswesen der Bundeswehr (2003–2012; Verlegung nach Euskirchen)
- Amt für Wehrgeophysik (1975–2003; Verlegung aus Köln)
- Festes Fernmeldezentrum der Bundeswehr 431/201 (1. April 1987 – 31. Dezember 1994)
- Luftwaffensanitätstrupp 1 Amt Wehrgeophysik (1. Dezember 1971 – 31. März 2002)
- Luftwaffensicherungsstaffel 51100 (Geräteeinheit) (1. Oktober 1982 – 30. September 2006)